# Enabel

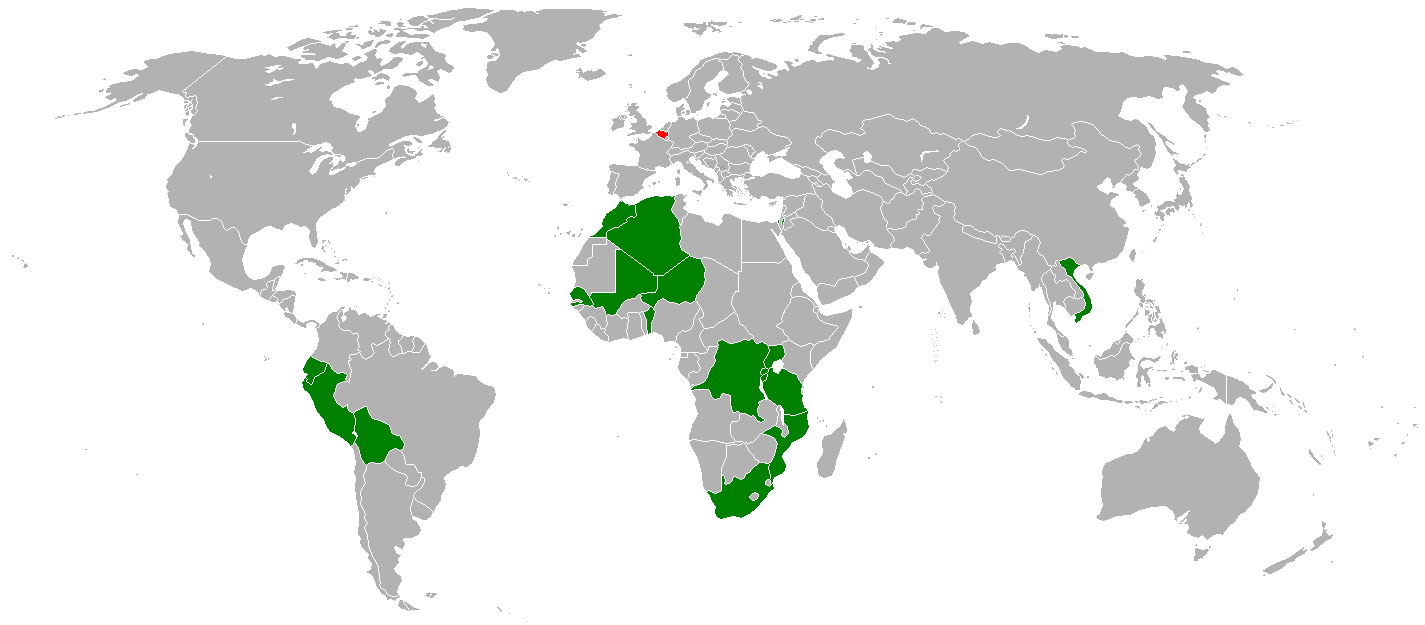
Landen waar de BTC projecten ondersteunde (2010).

Enabel is het agentschap voor ontwikkelingssamenwerking van de Belgische federale regering. Tot 2017 stond Enabel bekend onder de naam Belgische Technische Coöperatie (BTC).
Samen met de Directie-generaal Ontwikkelingssamenwerking en Humanitaire Hulp vormt Enabel het directe bilaterale samenswerkingsmechanisme, de zogenaamde eerste pijler. Als openbare dienstverlener steunt Enabel, in opdracht van de federale regering, en meer bepaald van de Federale Overheidsdienst Buitenlandse Zaken, Buitenlandse Handel en Ontwikkelingssamenwerking, de ontwikkelingslanden in hun strijd tegen armoede. Dankzij haar expertise op het terrein voert Enabel ook opdrachten uit voor rekening van andere nationale en internationale organisaties die werken aan duurzame menselijke ontwikkeling.
Samen met zijn partners in binnen- en buitenland reikt Enabel oplossingen aan om dringende mondiale uitdagingen aan te pakken - klimaatverandering, verstedelijking, menselijke mobiliteit, vrede en veiligheid, economische en sociale ongelijkheid - en om wereldburgerschap te bevorderen. In 2021 heeft Enabel 1900 medewerkers in dienst. Het agentschap beheert 150 projecten in een twintigtal landen, in België, Afrika en het Midden-Oosten.  